# Philippe Lapousterle
Philippe Lapousterle est un journaliste français né le 7 avril 1945 à Montpellier.

## Biographie
Son père était avocat.
Ancien élève de Sciences Po, il a eu pour maître de conférences, Jacques Chirac.

## Carrière professionnelle
De 1974 à 1976, il est journaliste pigiste au journal Le Quotidien de Paris.
De 1976 à 1981, il est correspondant de presse à Beyrouth, la capitale du Liban, pour les radios RMC et RTL, puis aussi pour le quotidien français Le Matin. Il a également présenté le journal de la télévision libanaise de langue française.
En 1981, il rejoint l'équipe de RMC à Paris, dont il devient le rédacteur en chef en 1984, puis le directeur-adjoint de l'information de 1988 à 1991. 
À la suite de la nomination d'Yves Mourousi à la direction des programmes de la station, il reprend son interview politique quotidien du matin, La politique autrement. De 1998 à 2001, il est éditorialiste politique, et quitte l'antenne de RMC lors de la vente de la radio au Groupe Fabre.

## Carrière politique
Depuis la campagne présidentielle de 2002, bien que de sensibilité de gauche, il est conseiller de François Bayrou, le président de l'Union pour la démocratie française. Il fait partie des quelques fidèles qui l'ont suivi dans l'indifférence générale durant les cinq années de sa traversée du désert politique. Avec lui, il a participé à la réorganisation et à la reconstruction du parti centriste sans pour autant y prendre sa carte. 
Certains proches le définissent comme un « passeur de rencontres » et un « agitateur d'idées ». Son rôle est d'aider le candidat à développer des concepts novateurs et des formules susceptibles de faire mouche. Il observe les réactions aux faits et gestes de François Bayrou et chaque matin il fait un débriefing avec lui. Il analyse les sondages, décortique les écrits de la presse et les émissions de radios, et étudie les interventions des autres candidats. 
Selon Marielle de Sarnez, la directrice de campagne de François Bayrou pour l'élection présidentielle de 2007 : « Comme journaliste, il ressent mieux que d'autres ce que la presse va retenir dans les discours et les interventions (...) C'est un homme tourné vers le monde extérieur plus que vers le monde politique. Il lui ouvre des portes ».
Il est aussi l’organisateur de réunions transdisciplinaires, transsectorielles, intitulées “le Grand Débat” qui se déroulent à Vichy.  À l’occasion de leur neuvième édition, en 2019, ces réunions sont renommées “Grandes rencontres de Vichy”.

## Livres
Il a été directeur de collection aux éditions Pierre Belfond. Il a également participé à l'organisation du salon littéraire, « La Comédie du livre » à Montpellier, jusqu'en 2010. 
Il a écrit lui-même plusieurs ouvrages, dont La France ligotée écrit en collaboration avec Georges Frêche et plusieurs autres consacrés au Liban et au Moyen-Orient.

## Vie privée
Il a restauré une propriété familiale près de Ganges, porte des Cévennes et y a installé des gîtes ruraux.